# Gutskapelle Wedesbüttel

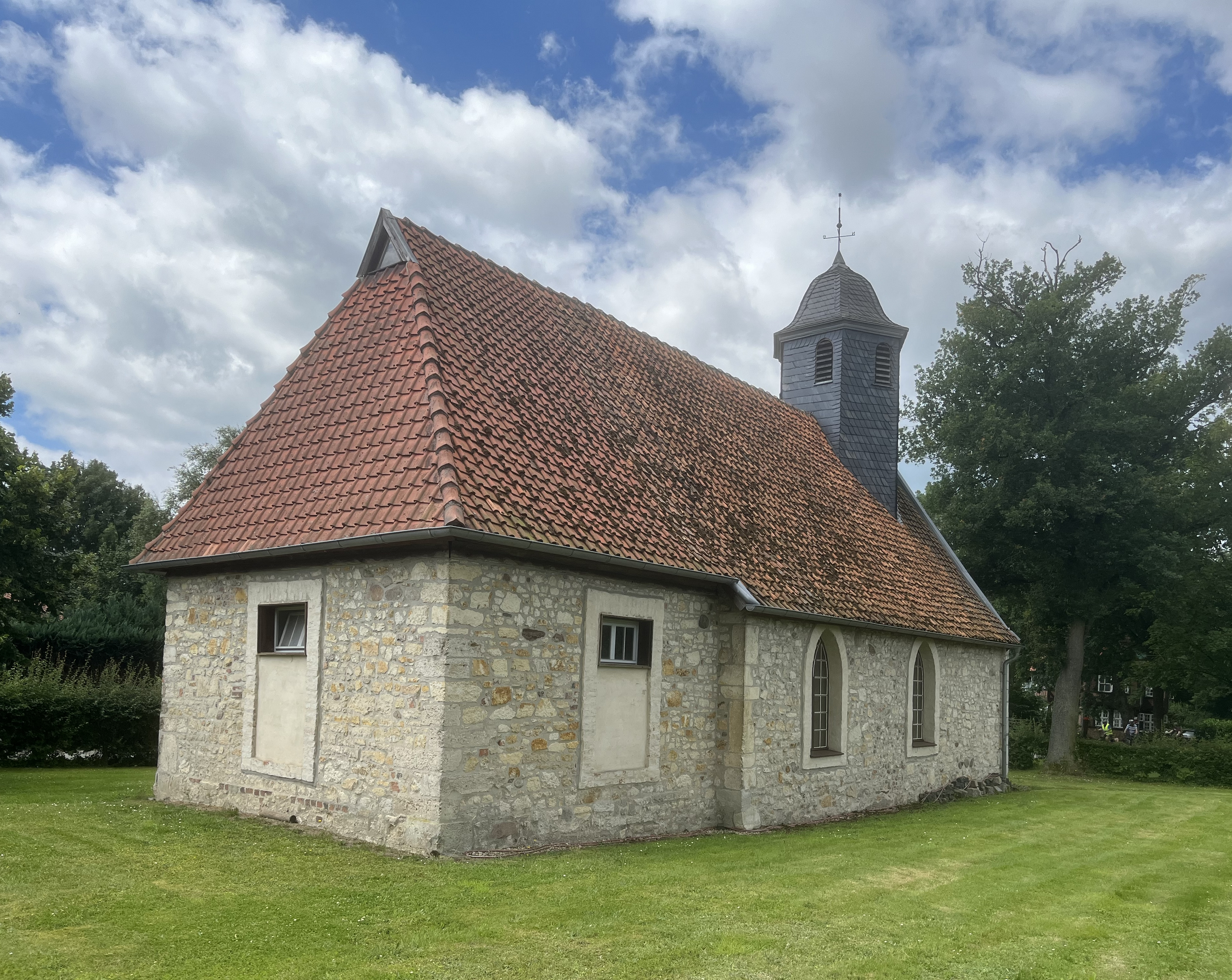
Gutskapelle Wedesbüttel von Nordosten

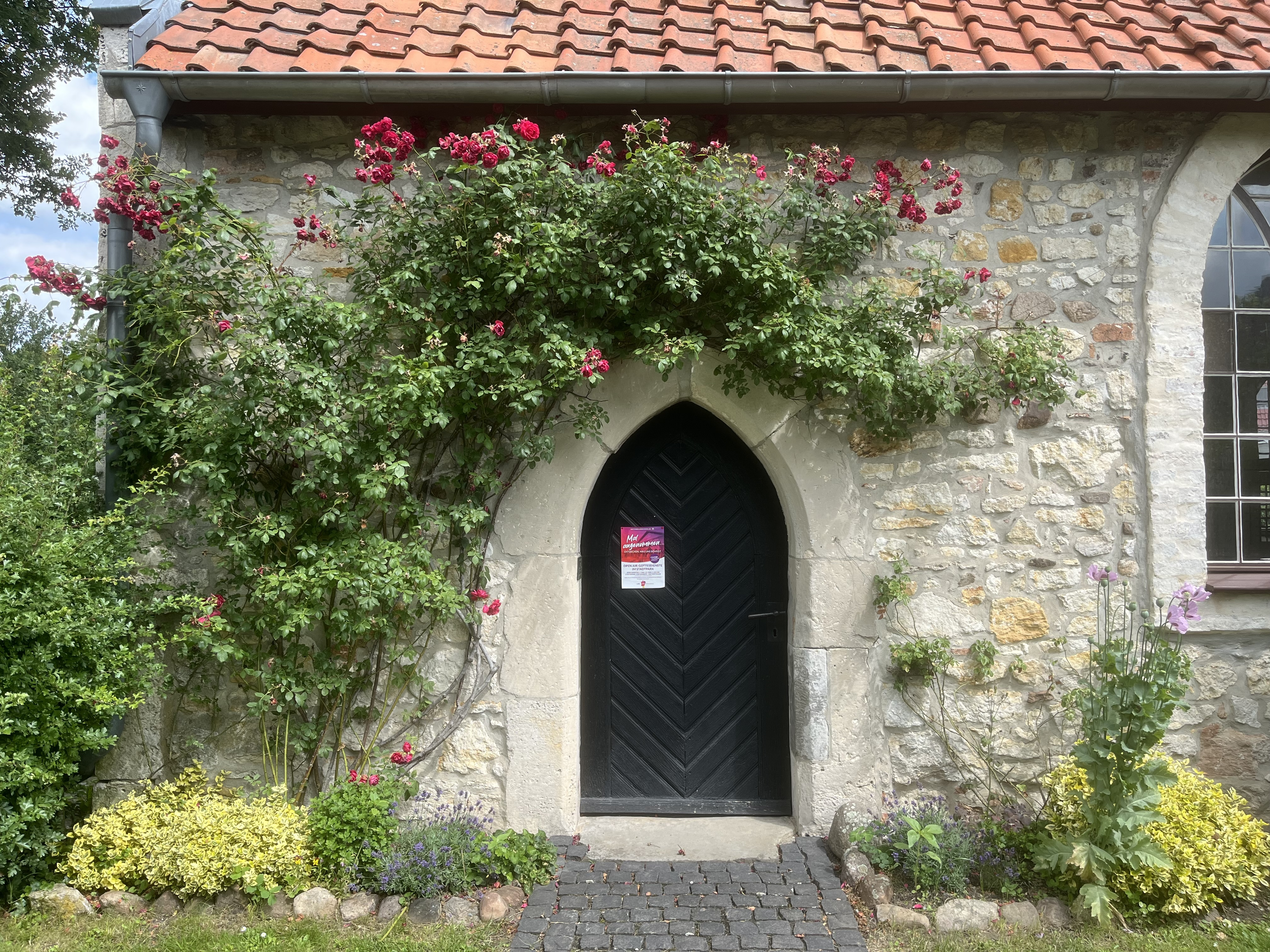
Spitzbogiges Portal an der Südseite

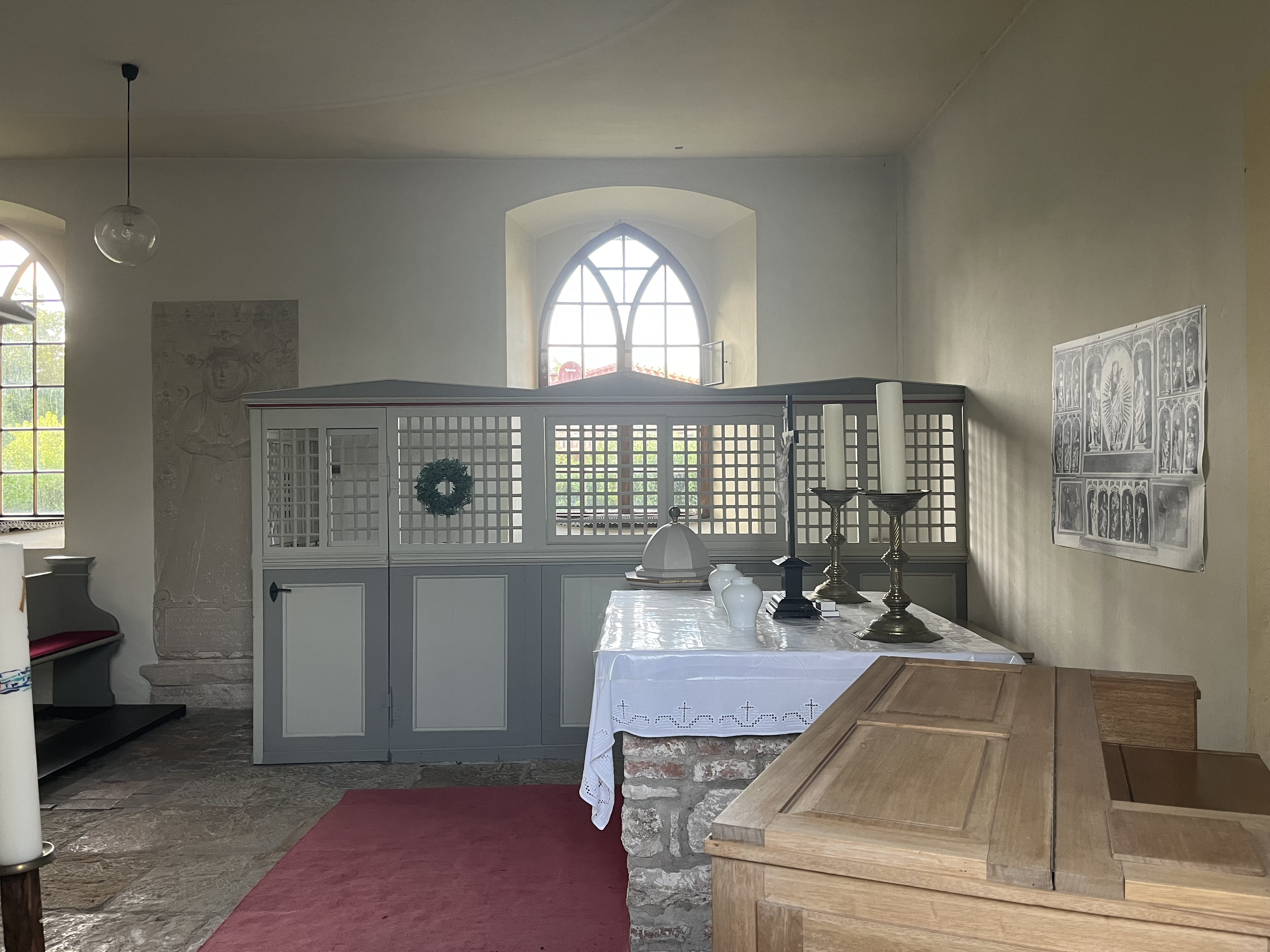
Innenraum von Süden: Orgel, Altar, Taufbecken, Prieche, Grabplatte

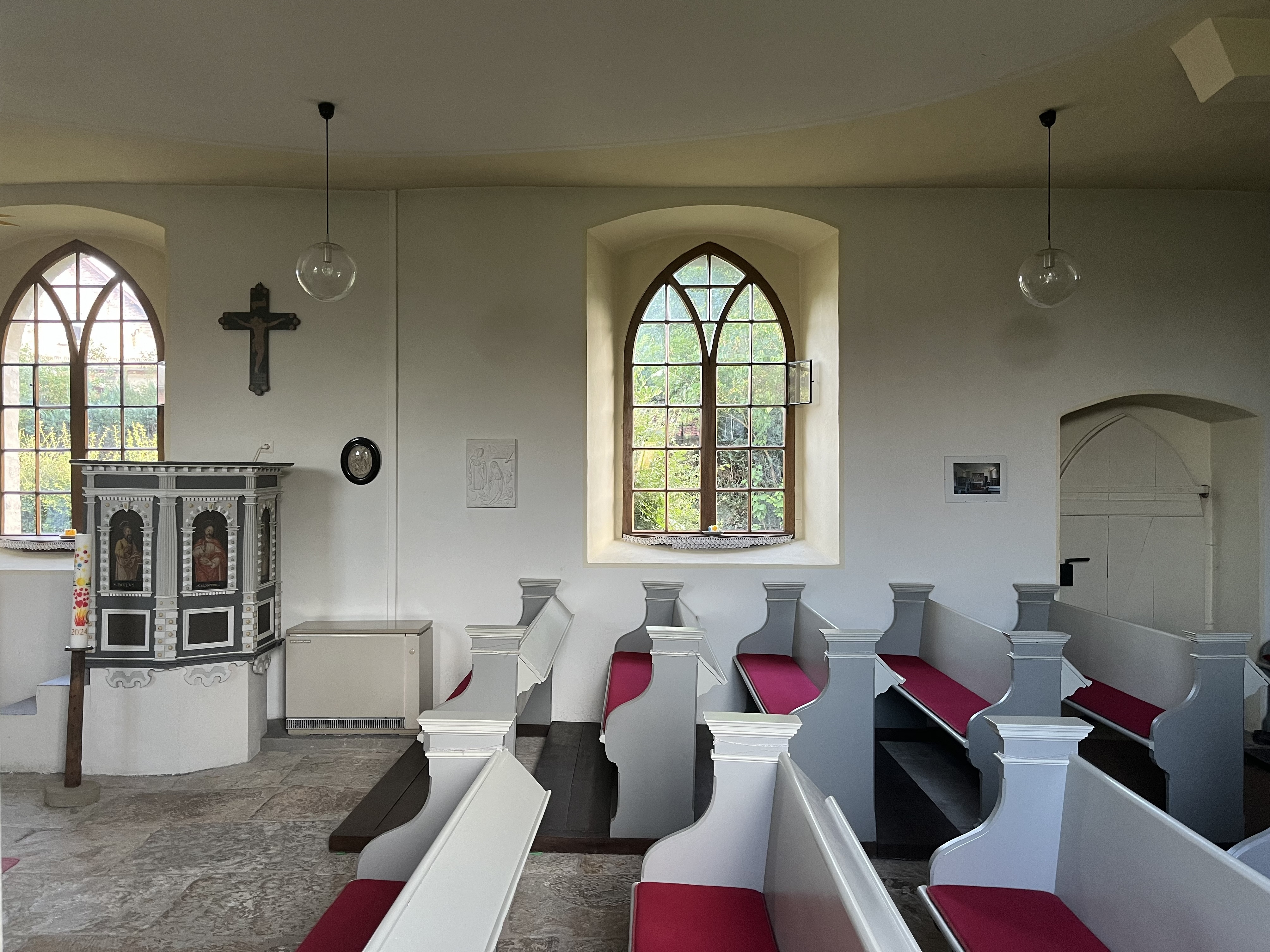
Innenraum von Norden, Kanzel

Die denkmalgeschützte Gutskapelle Wedesbüttel ist eine evangelisch-lutherische Kapelle in Wedesbüttel, einem Ortsteil von Meine im niedersächsischen Landkreis Gifhorn. Das Gebäude ist in Privatbesitz. Kirchlich ist die Kapelle der St.-Stephani-Gemeinde in Meine zugeordnet.

## Geschichte, Bau und Ausstattung
Das Rittergut Wedesbüttel war, urkundlich belegt, ab 1339 im Besitz der Familie von Campe. Der Bau der Kapelle, eines rechteckigen, ungewölbten Saalbaus aus Bruchstein mit Eckquaderung, wird vor 1500 datiert; von einem Vorgängerbau gibt es keine Spuren. 1534 gehörte die Kapelle gemäß eines Registers des Amtes Gifhorn zur Kirche in Meine.
Die Kapelle besaß aus vorreformatorischer Zeit einen spätgotischen Flügelaltar mit vollplastischen Figuren der Mondsichelmadonna im Strahlenkranz, der zwölf Apostel und weiterer Heiliger. Er wurde 1902 von Wilhelm Freiherr Grote (1863–1902) an Kaiser Wilhelm II. verschenkt und befindet sich heute – ohne die Predella – in St. Jakob in Allenstein. In Wedesbüttel ist über dem Altar eine Schwarzweißfotografie dieses Retabels angebracht.
Das älteste Ausstattungsstück – außer dem gemauerten Altar mit leerem Sepulcrum – ist heute die an der Nordwand angebrachte Grabplatte der Margareta von Campe, geb. von Adrum († 19. September 1594), der Ehefrau des Rudolf von Campe. Auf der Grabplatte sind auch 16 Wappen ihrer Vorfahren dargestellt.
Nachdem die Wedesbütteler Linie der Familie von Campe mit dem Tod des Heinrich von Campe im Jahr 1639 ausgestorben war, erwarb die freiherrliche Familie Grote das Anwesen und begann nach dem Dreißigjährigen Krieg mit dem Neuaufbau des Gutes. Der sechseckige, schiefergedeckte Dachreiter mit barocker Haube stammt von 1654. Der leicht eingezogene rechteckige Ostanbau der Kapelle ist die Grote’sche Familiengrablege.
Aus dem 17. Jahrhundert stammen auch die Kanzel mit Gemälden des Salvator mundi und der Apostel Petrus und Paulus, das hölzerne Taufbecken mit Säulenschaft sowie die Prieche links vom Altar. Das über der Kanzel hängende Kruzifix wurde von Charlotte Freifrau Grote 1892 selbst angefertigt. Eine Glocke mit der Inschrift „Heinrich Borstelman in Bravnschweig me fecit an[n]o MDCXLVI (Heinrich Borstelmann in Braunschweig machte mich im Jahr 1646)“, dem Wappen der Familie Grote und den Initialen T. G. (Thomas Grote) musste im Zweiten Weltkrieg zu Rüstungszwecken abgegeben werden. Sie entging jedoch der Einschmelzaktion, kam aber auf Umwegen erst 1984 wieder nach Wedesbüttel zurück. Ein Abendmahlskelch mit Patene von 1656 wurde 1902 verkauft.
Die Grote’sche Gutsherrschaft endete 1909 durch Verkauf des Gutes an Karl von Schwartz. Östlich der Kirche steht noch das Familiengrabkreuz, das Wilhelm Grote (1785–1850) errichten ließ. Wilhelm Paul Carl Heinrich von Schwartz (1899–1993) machte die Kapelle für die Öffentlichkeit zugänglich. Durch Heirat ging das Gut von der Familie von Schwartz an die Familie von Knobelsdorff über.
Renovierungen und Sanierungen der Kapelle erfolgten 1651, 1854, 1898, 1979 und 2008.
Die Kapelle besitzt eine moderne Truhenorgel. In größeren Abständen finden Gottesdienste statt.